# Rysslands agrarparti
Rysslands agrarparti (ryska: Аграрная Партия России) var ett politiskt vänsterparti i Ryssland.
Agrarpartiet bildades 1993 och var därmed ett av de äldsta partierna i moderna Ryssland. Partiet var inte uttalat kommunistiskt, men uppvisade många likheter med socialistisk och kollektivistisk ideologi.
I parlamentsvalet 2007 fick partiet 2,30 % av rösterna vilket inte räckte till representation i statsduman.
Den 10 oktober 2008 gick partiet upp i Enade Ryssland.